# Toxicoscordion
Toxicoscordion Rydb. – rodzaj wieloletnich, ziemnopączkowych roślin zielnych z rodziny melantkowatych, obejmujący 8 gatunków występujących w Ameryce Północnej, od zachodniej i środkowej Kanady do północno-zachodniego Meksyku.

## Morfologia
Średniej wielkości rośliny zielne. Pędem podziemnym jest cebula, o zewnętrznych liściach błoniastych. Liście właściwe wąsko równowąskie. Kwiaty obupłciowe, zebrane w grono lub wiechę. Listki okwiatu z pojedynczym, odwrotnie jajowatym lub niemal okrągłym gruczołkiem wydzielnicznym. Zalążnia górna. Pręciki mniej więcej zrośnięte z nasadą listków okwiatu. Główki pręcików nerkowate, Owocami są trójkomorowe torebki, zawierające liczne nasiona.

## Biologia
Rośliny zaliczane do tego rodzaju zawierają silnie toksyczne alkaloidy sterydowe. Ich spożycie prowadzi do silnego spadku ciśnienia tętniczego krwi, bradykardii i niewydolności oddechowej.

## Systematyka
Pozycja rodzaju według Angiosperm Phylogeny Website (aktualizowany system APG IV z 2016)
Rodzaj zaliczany jest do podrodziny Melanthieae w rodzinie melantkowatych (Melanthiaceae), należącej do rzędu liliowców (Liliales) zaliczanych do jednoliściennych (monocots).
Przez wiele lat rośliny te zaliczane były do rodzaju Zigadenus. Ponowne podniesienie tej sekcji do rangi rodzaju nastąpiło w 2002 roku na podstawie wyników badań filogenetycznych.
Gatunki
- Toxicoscordion brevibracteatum (M.E.Jones) R.R.Gates
- Toxicoscordion exaltatum (Eastw.) A.Heller
- Toxicoscordion fontanum (Eastw.) Zomlefer & Judd
- Toxicoscordion fremontii (Torr.) Rydb.
- Toxicoscordion micranthum (Eastw.) A.Heller
- Toxicoscordion nuttallii (A.Gray) Rydb.
- Toxicoscordion paniculatum (Nutt.) Rydb.
- Toxicoscordion venenosum (S.Watson) Rydb.